# Bannach
Bannach är en kommun i Brasilien.   Den ligger i delstaten Pará, i den centrala delen av landet, 1 000 km norr om huvudstaden Brasília. Antalet invånare är 3 434.
I omgivningarna runt Bannach växer i huvudsak städsegrön lövskog. Trakten runt Bannach är nära nog obefolkad, med mindre än två invånare per kvadratkilometer.